# عالمي (ألبوم موسيقي)
عالمي (بالفرنسية:International) هو ثامن ألبوم موسيقي للمغني وكاتب الأغاني الجزائري لالجيرينو الذي صدر في 22 يونيو 2018 عن شركات التسجيلات الموسيقية يونيفرسال، كارولين، أونلي برو.

## قائمة أغانِ الألبوم
| الترتيب               | عنوان الأغنية                                  | المدة |
| --------------------- | ---------------------------------------------- | ----- |
| 1                     | International                                  | 2:59  |
| 2                     | Va Bene                                        | 3:18  |
| 3                     | Hola (مع Boef)                                 | 3:22  |
| 4                     | Bambina                                        | 3:56  |
| 5                     | Les 4 Fantastiques (مع Naps, سوبرانو & ألونزو) | 4:49  |
| 6                     | Tape dans le mille                             | 2:23  |
| 7                     | Adios (مع سولكينغ)                             | 3:32  |
| 8                     | Andale                                         | 3:04  |
| 9                     | Les menottes                                   | 2:49  |
| 10                    | Laissé tomber                                  | 2:55  |
| 11                    | Féfé en double file                            | 2:49  |
| 12                    | L'Hacienda                                     | 3:26  |
| 13                    | La tête dans les étoiles                       | 3:11  |
| المدة الإجمالية 42:33 |                                                |       |

## المراكز
| البلد                             | المركز (حسب عام 2018) |
| --------------------------------- | --------------------- |
| فرنسا (SNEP)                      | 5                     |
| بلجيكا (Wallonie Ultratop)        | 7                     |
| مملكة هولندا (Mega Album Top 100) | 89                    |

## الفيديوهات الموسيقية
| عنوان الأغنية | تاريخ إصدار الفيديو | رابط المشاهدة على منصة يوتيوب |
| ------------- | ------------------- | ----------------------------- |
| Les menottes  | 5 مايو 2017         | رابط                          |
| Va Bene       | 23 مارس 2018        | رابط                          |
| International | 18 يونيو 2018       | رابط                          |
| Hola          | 9 يوليو 2018        | رابط                          |
| Adios         | 31 يوليو 2018       | رابط                          |
| Andalé        | 28 سبتمبر 2018      | رابط                          |

## قائمة المراجع
1. ↑  "L'Algérino dévoile la cover et la date de sortie de son prochain album". https://www.booska-p.com/ (بfr-FR). Archived from the original on 2023-12-31. Retrieved 2025-07-07. {{استشهاد ويب}}: روابط خارجية في |صحيفة= (help)صيانة الاستشهاد: لغة غير مدعومة (link)
2. ↑  "International by L'Algérino". Genius (بالإنجليزية). Archived from the original on 2025-07-03. Retrieved 2025-07-07.
3. ↑  "L'ALGÉRINO - INTERNATIONAL (ALBUM)". lescharts. مؤرشف من الأصل في 2023-12-31. اطلع عليه بتاريخ 2025-07-07.
4. ↑  "L'ALGÉRINO - INTERNATIONAL". مؤرشف من الأصل في 2022-10-24. اطلع عليه بتاريخ 2025-07-07.
5. ↑  Hung، Steffen. "L'Algérino - International". hitparade.ch. مؤرشف من الأصل في 2020-02-29. اطلع عليه بتاريخ 2025-07-07.
6. ↑  "L'Algerino". YouTube. مؤرشف من الأصل في 2025-07-02. اطلع عليه بتاريخ 2025-07-07.

## وصلات خارجية
- عالمي على موقع أول ميوزيك (الإنجليزية)
- عالمي على قاعدة بيانات ديسكوغز (الإنجليزية)
- عالمي على موقع جينيس (الإنجليزية)